# 村沢牧
村沢 牧（むらさわ まき、1924年8月1日 - 1999年9月8日）は、日本の政治家、参議院議員(4期)。

## 経歴
長野県南信濃村(現飯田市)出身。大学入学資格検定を経て1954年中央大学法学部卒業。1949年から長野県下伊那地方事務所に勤務。1954年神稲（くましろ）森林組合常任理事となり、1963年長野県議会に初当選し、以後3期務めた。1975年社会党長野県本部書記長を経て、1977年第11回参議院議員通常選挙で日本社会党公認で初当選。予算委員、農業水産委員各理事、災害対策特別委員長などを歴任。
1992年社会党シャドーキャビネットでは農水相（後任は辻一彦）。1993年8月細川内閣で農水政務次官就任したが同年12月コメ自由化に反対し辞任。
1996年1月社会党が社会民主党に党名変更し同年9月旧民主党と分裂したが村沢自身は残留。現職国会議員のまま、死去。哀悼演説は1999年11月10日、参議院本会議場で村上正邦が行った。

## 選挙歴
| 当落                        | 選挙                     | 施行日        | 選挙区       | 政党       | 得票数  | 得票率 | 得票順位 /候補者数 | 比例区 | 比例順位 /候補者数 |
| --------------------------- | ------------------------ | ------------- | ------------ | ---------- | ------- | ------ | ------------------ | ------ | ------------------ |
| 当                          | 第11回参議院議員通常選挙 | 1977年7月10日 | 長野県地方区 | 日本社会党 | 421,545 | 38.8   | 1/4                | -      | -                  |
| 当                          | 第13回参議院議員通常選挙 | 1983年6月26日 | 長野県選挙区 | 日本社会党 | 295,185 | 31.5   | 2/4                | -      | -                  |
| 当                          | 第15回参議院議員通常選挙 | 1989年7月23日 | 長野県選挙区 | 日本社会党 | 494,332 | 44.3   | 1/4                | -      | -                  |
| 当                          | 第17回参議院議員通常選挙 | 1995年7月23日 | 長野県選挙区 | 日本社会党 | 193,954 | 21.6   | 2/5                | -      | -                  |
| 当選回数4回 （参議院議員4） |                          |               |              |            |         |        |                    |        |                    |